# Jean-Claude Van Cauwenberghe
Jean-Claude Van Cauwenberghe (ur. 28 kwietnia 1944 w Charleroi) – belgijski i waloński polityk, prawnik oraz samorządowiec, działacz Partii Socjalistycznej, parlamentarzysta, minister w rządzie regionalnym i wspólnotowym, w latach 2000–2005 premier Walonii. W mediach określany przydomkiem „Van Cau”.

## Życiorys
Z wykształcenia prawnik, absolwent Université Libre de Bruxelles (1970). Zaangażował się w działalność polityczną w ramach Mouvement des Jeunes Socialistes, organizacji młodzieżowej Belgijskiej Partii Socjalistycznej (PSB). W 1965 objął funkcję przewodniczącego tej młodzieżówki, wchodząc z urzędu w skład władz wykonawczych PSB. Po podziale ugrupowania z 1978 dołączył do francuskojęzycznej Partii Socjalistycznej. Po studiach był zatrudniony w gabinecie politycznym ministra Luciena Harmegniesa. Podjął też praktykę adwokacką w ramach izby adwokackiej w Charleroi. W latach 70. pracował jako nauczyciel i jako prawnik w różnych instytucjach.
W latach 1977–1983 był posłem do Izby Reprezentantów, od 1980 jednocześnie zasiadał w radzie regionalnej Walonii. W latach 1983–2006 wchodził w skład rady miejskiej w Charleroi, od 1983 do 1999 sprawował urząd burmistrza tej miejscowości. W 1995, 1999 i 2004 wybierany do regionalnego parlamentu, mandat wykonywał w latach 2005–2009.
Od 1995 do 1999 był ministrem do spraw budżetu, finansów, zatrudnienia i administracji publicznej w rządzie Walonii i jednocześnie ministrem do spraw budżetu, administracji i służb publicznych w rządzie wspólnoty francuskiej. Następnie przez rok w pierwszej z tych instytucji zajmował stanowisko ministra do spraw budżetu, zaopatrzenia i robót publicznych. Od 4 kwietnia 2000 do 30 września 2005 sprawował urząd premiera Regionu Walońskiego. Ustąpił w obliczu ujawnianych przez dziennikarzy przypadków oszustw i defraudacji, w które zamieszani mieli być socjalistyczni politycy z Charleroi. W 2009 zrezygnował z aktywności politycznej. Był później oskarżony o korupcję, postępowanie zakończyło się jednak w 2015 jego prawomocnym uniewinnieniem.